# Terunobu Fujimori

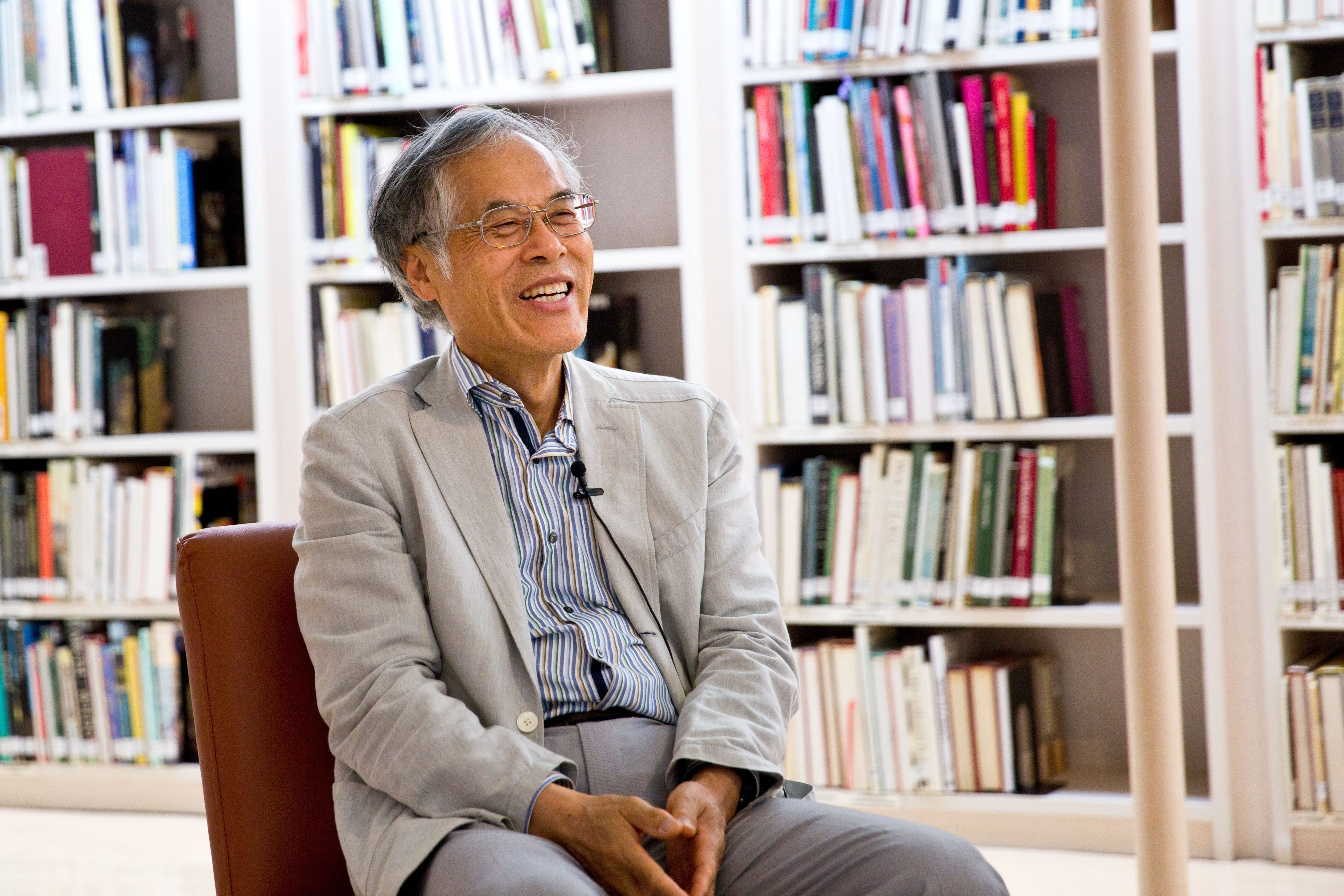
Terunobu Fujimori

Terunobu Fujimori (藤森照信, Fujimori Terunobu; Chino, 21 november 1946) is een Japans architect, die vooral bekend is geworden vanwege zijn gebouwen die met natuurlijke grondstoffen zijn opgebouwd.
Fujimori studeerde in 1971 af aan de Universiteit van Tohoku. Hij kreeg een Ph.D. in architectuur van de Universiteit van Tokio. Hij ontving een groot aantal prijzen, waaronder in 1987 de Japanse Art Grand Prix voor het door hem ontworpen Nira-huis (Preihuis, zo genoemd omdat hij in de muren en daken planten verwerkte). Hij schreef ook boeken over de geschiedenis van de Japanse architectuur. Hij is beïnvloed door onder anderen Le Corbusier, Ludwig Mies van der Rohe, Frank Lloyd Wright, Antoni Gaudí en Walter Gropius.

## Galerij

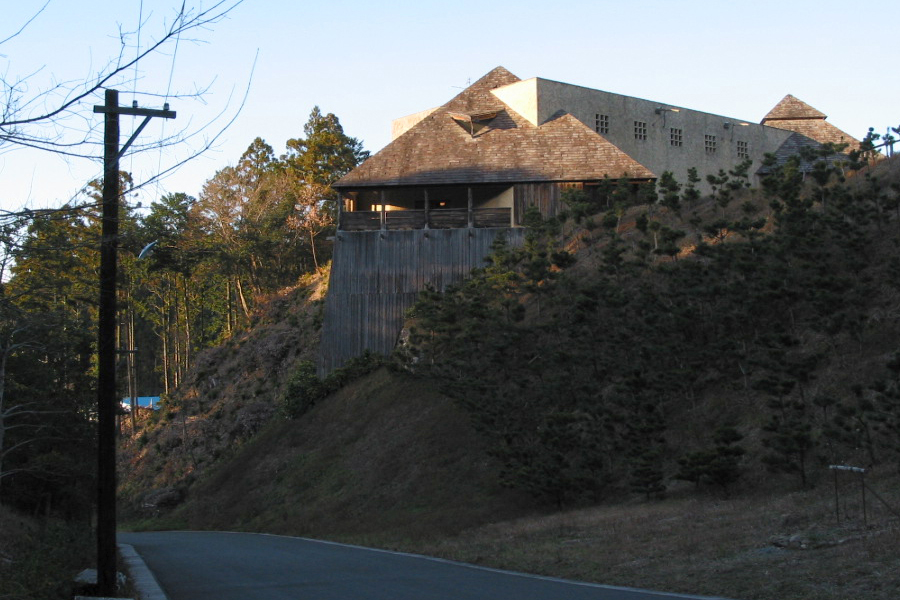
Het Akino-museum
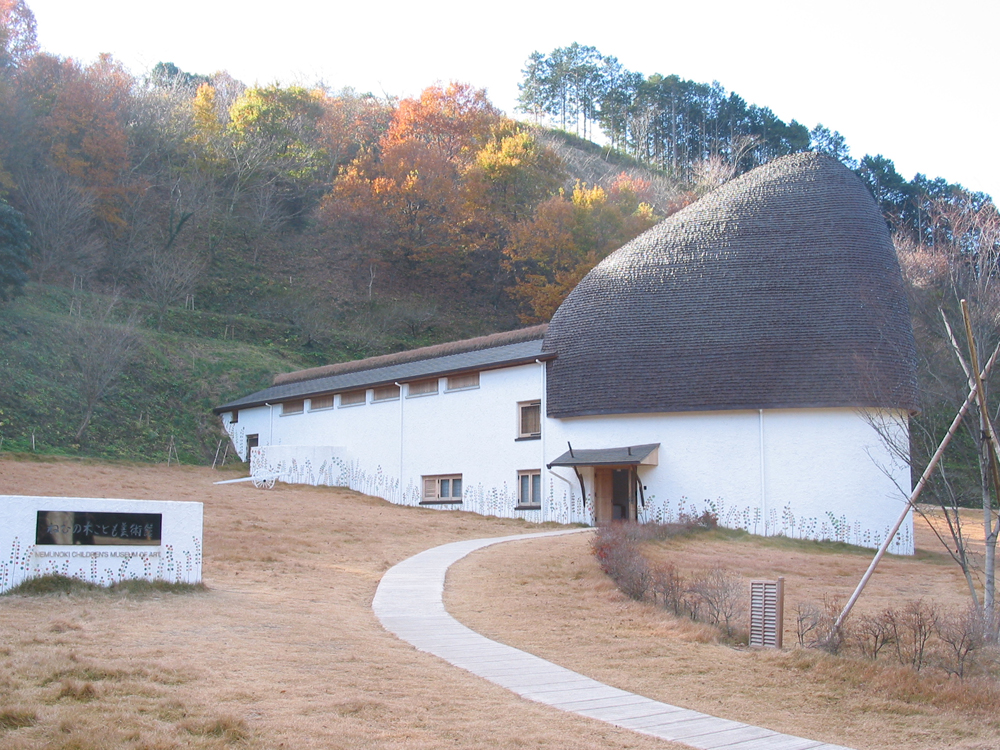
Nemunoki Children's Museum of Art "DONGURI"

- CiNii: DA00403404
- Gemeinsame Normdatei: 121539393
- International Standard Name Identifier: 0000 0001 2132 4096
- Library of Congress Control Number: n80003533
- Nationale Bibliotheek van Letland: 000195874
- Bibliotheek van het Japanse parlement: 00129450
- Nationale Bibliotheek van Tsjechië: xx0171843
- Nationale Bibliotheek van Israël: 987007278192705171
- Nederlandse Thesaurus van Auteursnamen: 316138525
- Système universitaire de documentation: 103539441
- Union List of Artist Names: 500255314
- Virtual International Authority File: 266348293
- WorldCat: E39PBJfWWmTbG4hKJrWRkp3hHC